# (23405) Nissiros
(23405) Nissiros, désignation internationale (23405) Nisyros, est un astéroïde de la ceinture principale.

## Description
(23405) Nissiros est un astéroïde de la ceinture principale. Il fut découvert par Cornelis Johannes van Houten, Ingrid van Houten-Groeneveld et Tom Gehrels le 19 septembre 1973 au Mont Palomar. Il présente une orbite caractérisée par un demi-grand axe de 3,95 UA, une excentricité de 0,129 et une inclinaison de 5,21° par rapport à l'écliptique.
Il fut nommé en référence au volcan Nissiros, le plus à l'est de l'arc égéen en Grèce.

## Compléments